# Université de musique Franz-Liszt
Pour les articles homonymes, voir Académie (homonymie) et Académie de musique.
 (août 2019).
Si vous disposez d'ouvrages ou d'articles de référence ou si vous connaissez des sites web de qualité traitant du thème abordé ici, merci de compléter l'article en donnant les références utiles à sa vérifiabilité et en les liant à la section « Notes et références ».

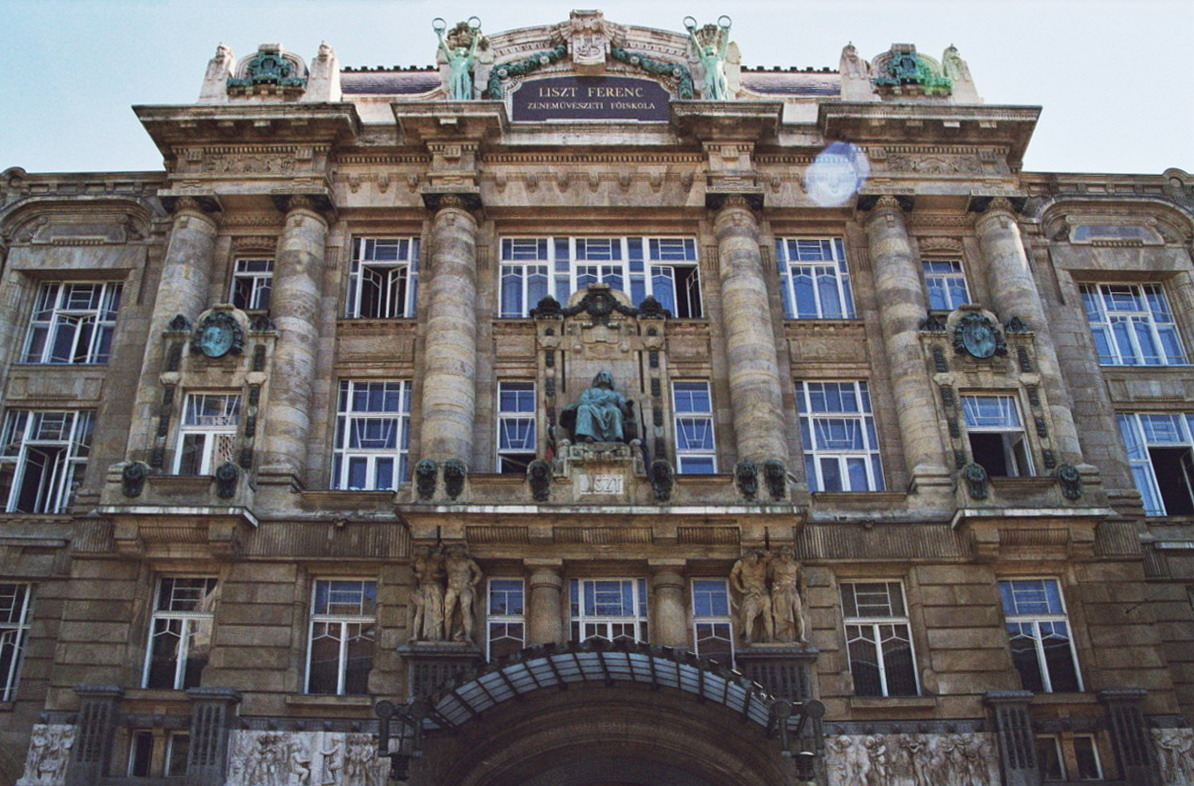
Académie de musique Franz-Liszt

L'université de musique Franz-Liszt (hongrois : Liszt Ferenc Zeneművészeti Egyetem, prononcé [ˈlist ˈfɛɾɛnʦ ˈzɛnɛmy:ve:sɛti ˈɛɟɛtɛm]), aussi connue sous le nom d'Académie de musique de Budapest (Zeneakadémia) et parfois appelée « Conservatoire de Budapest », est la plus importante école de musique hongroise et une des plus prestigieuses d'Europe centrale. L'édifice situé Liszt Ferenc tér est l'œuvre de Kálmán Giergl. Elle est nommée d'après le compositeur Franz Liszt.

## Histoire
Située à Budapest, la capitale de la Hongrie, c'est aujourd'hui une université d'État.
L'Académie de musique a été créée le 14 novembre 1875 sous l'appellation d'« Académie royale nationale hongroise de musique ». Un de ses fondateurs est le célèbre pianiste et compositeur Franz Liszt qui en est élu premier président. De 1876 à sa mort, en 1886, il y donne régulièrement des cours pendant certaines périodes de l'année, partageant son temps entre Budapest, Rome et Weimar.
En janvier 1919, l'Académie prend le nom de « Collège de musique », puis en 1925 celui de Liszt, qu'elle porte encore de nos jours.
C'est la seule université de Hongrie à délivrer un doctorat en musicologie.
L'Académie de musique Franz Liszt dispose d'une grande salle de concert, de la plus grande bibliothèque musicale de Hongrie (plus 400 000 partitions, 70 000 livres, 15 000 enregistrements) et depuis 1997 d'une studio d'enregistrement, le studio AVISO, fruit d'un accord entre les gouvernements hongrois et japonais.
Les locaux de l'Académie de musique se divisent en quatre bâtiments dispersés dans Budapest :
- Le bâtiment central, construit en 1907 dans le style Art nouveau, se tient au coin de la rue Király et de la place Ferenc Liszt.
- Le bâtiment de 1881 (celui de 1876 ayant été détruit), appelé vieille Académie de musique, est situé dans la rue Vörösmarty. Construit par l'architecte Adolf Lang, il accueille aujourd'hui le Mémorial et centre de recherche Franz Liszt, composante de l'Académie. Le compositeur y a vécu au premier étage de 1881 à 1886, dans un appartement reconstitué en 1986 et qui accueille le musée Franz Liszt de Budapest. On y trouve les legs de Liszt à l'Académie, notamment des instruments, des manuscrits et des lettres.

Certaines disciplines instrumentales sont enseignées et des studios de travail pour les élèves ont été aménagés.
Il a reçu le Label du patrimoine européen.

## Étudiants notables
catégorie « Étudiant de l'université de musique Franz-Liszt »
catégorie « Étudiante de l'université de musique Franz-Liszt »
Des générations de compositeurs et virtuoses hongrois en sont diplômés à l'image de :
- Jenö Ádám
- Denes Agay
- Irene Ambrus
- Géza Anda
- Béla Bartók
- Mária Basilides
- Sari Biro
- Gergely Bogányi
- Georges Cziffra
- Gábor Darvas
- José De Eusebio
- Valéria Dienes
- Ernő Dohnányi
- Antal Doráti
- Peter Eötvös
- Ferenc Erkel
- Iván Erőd
- Peter Erős
- Sándor Falvai
- Ferenc Farkas
- Edith Farnadi
- András Fejér
- János Ferencsik
- George Feyer
- Annie Fischer
- Andor Földes
- Ferenc Fricsay
- János Fürst
- Zoltán Gárdonyi
- János Gonda
- Gisella Grosz
- Dénes Gulyás
- Julia Hamari
- Erzsébet Házy
- Endre Hegedűs
- Frigyes Hidas
- Jenő Hubay
- Jenő Huszka
- Sándor Jemnitz
- Zoltán Jeney
- Emmerich Kálmán
- Balint Karosi
- Béla Katona
- Zoltán Kelemen
- István Kertész
- Edward Kilenyi
- Elisabeth Klein
- Zoltán Kocsis
- Zoltán Kodály
- Joseph Kosma
- Tibor Kozma
- Béla Kovács
- Lili Kraus
- Adrienne Krausz
- György Kurtág
- Magda László
- Vlastimil Lejsek
- András Ligeti
- György Ligeti
- Pál Lukács
- Éva Marton
- Johanna Martzy
- Gwendolyn Masin
- Eugene Ormandy
- Attila Pacsay
- László Polgár
- David Popper
- Ferenc Rados
- Thomas Rajna
- György Ránki
- Fritz Reiner
- József Réti
- Lívia Rév
- Anthony Ritchie
- Andrea Rost
- Zoltán Rozsnyai
- György Sándor
- Sylvia Sass
- András Schiff
- Károly Schranz
- Béla Síki
- Georg Solti
- László Somogyi
- Rezső Sugár
- Bence Szabolcsi
- Zoltán Székely
- Joseph Szigeti
- András Szőllősy
- Charity Sunshine Tillemann-Dick
- Zeynep Üçbaşaran
- Imre Ungár
- Gregory Vajda
- Tibor Varga
- Tamás Vásáry
- Balint Vazsonyi
- Sándor Végh
- Sándor Veress
- Imre Waldbauer
- Gabriel von Wayditch
- László Weiner
- Leó Weiner
- Wanda Wiłkomirska
- Ede Zathureczky

## Professeurs notables
catégorie « Professeur à l'université de musique Franz-Liszt »
- Melinda Kistétényi
- Béla Kovács
- Sándor Falvai